# سفارة الفلبين في المملكة المتحدة
سفارة الفلبين في المملكة المتحدة هي أرفع تمثيل دبلوماسي لدولة الفلبين لدى المملكة المتحدة. تقع السفارة في لندن وهي تهدف لتعزيز المصالح الفلبينية في المملكة المتحدة.

## وصلات خارجية
- قائمة سفارات الفلبين
- قائمة السفارات في المملكة المتحدة